# Temporada da NBA de 1962–63
A temporada da NBA de 1962-63 foi a 17ª temporada da National Basketball Association (NBA). Ela encerrou com o Boston Celtics conquistando o campeonato da NBA após derrotar o Los Angeles Lakers por 4-2 nas finais da NBA.

## Temporada regular

### Divisão Leste
| Time               | V  | D  | %    | JA |
| ------------------ | -- | -- | ---- | -- |
| Boston Celtics C   | 58 | 22 | .725 | -  |
| Syracuse Nationals | 48 | 32 | .600 | 10 |
| Cincinnati Royals  | 42 | 38 | .525 | 16 |
| New York Knicks    | 21 | 59 | .263 | 37 |

### Divisão Oeste
| Time                   | V  | D  | %    | JA |
| ---------------------- | -- | -- | ---- | -- |
| Los Angeles Lakers     | 53 | 27 | .663 | -  |
| St. Louis Hawks        | 48 | 32 | .600 | 5  |
| Detroit Pistons        | 34 | 46 | .425 | 19 |
| San Francisco Warriors | 31 | 49 | .388 | 22 |
| Chicago Zephyrs        | 25 | 55 | .313 | 28 |

C - Campeão da NBA

## Líderes das estatísticas
| Categoria        | Jogador          | Time                   | Est.  |
| ---------------- | ---------------- | ---------------------- | ----- |
| Pontos           | Wilt Chamberlain | San Francisco Warriors | 3,586 |
| Rebotes          | Wilt Chamberlain | San Francisco Warriors | 1,946 |
| Assistências     | Guy Rodgers      | San Francisco Warriors | 825   |
| Arremessos (%)   | Wilt Chamberlain | San Francisco Warriors | .528  |
| Tiros livres (%) | Larry Costello   | Syracuse Nationals     | .881  |

## Prêmios
- Most Valuable Player: Bill Russell, Boston Celtics
- Revelação do Ano: Terry Dischinger, Chicago Zephyrs

- All-NBA Primeiro Time:
  - Bob Pettit, St. Louis Hawks
  - Elgin Baylor, Los Angeles Lakers
  - Oscar Robertson, Cincinnati Royals
  - Jerry West, Los Angeles Lakers
  - Bill Russell, Boston Celtics